# يارا عزمي
يارا عزمي (مواليد 12 سبتمبر 1992) هي فنانة مصرية.

## مسيرتها
عزمي، من مواليد مدينة الإسكندرية، بدأت مشوارها الفني بممارسة الرسم ورقص الباليه، كما دربت الجمباز الإيقاعي منذ سن السادسة عشرة. لاحقًا، درست الهندسة المعمارية وعملت كمدير فني في نادي الصيد. دخلت عالم التمثيل بعد تجربة ناجحة في مجال الإعلانات وعروض الأزياء، وكان أول ظهور لها على الشاشة من خلال مسلسل سوتس بالعربي.

## أعمالها

### المسلسلات
| السنة | العنوان        | الدور |
| ----- | -------------- | ----- |
| 2022  | سوتس بالعربي   | شيرين |
| 2023  | الهرشة السابعة | داليا |
| 2024  | بنون           | تارا  |
| 2024  | باسورد         | ملك   |
| 2024  | إمبراطورية م   | نادين |
| 2025  | الشرنقة        | هالة  |

### الأفلام
| السنة | العنوان      | الدور |
| ----- | ------------ | ----- |
| 2023  | البطة الصفرا | مريم  |
| 2024  | دراكو رع     | ليلى  |
| 2024  | السيستم      | ليلى  |